# Municipio de White Rock (Illinois)
El municipio de White Rock (en inglés: White Rock Township) es un municipio ubicado en el condado de Ogle en el estado estadounidense de Illinois. En el año 2010 tenía una población de 738 habitantes y una densidad poblacional de 8,01 personas por km².

## Geografía
El municipio de White Rock se encuentra ubicado en las coordenadas 42°0′49″N 89°6′35″O / 42.01361, -89.10972. Según la Oficina del Censo de los Estados Unidos, el municipio tiene una superficie total de 92.11 km², de la cual 92,05 km² corresponden a tierra firme y (0,07 %) 0,06 km² es agua.

## Demografía
Según el censo de 2010, había 738 personas residiendo en el municipio de White Rock. La densidad de población era de 8,01 hab./km². De los 738 habitantes, el municipio de White Rock estaba compuesto por el 97,83 % blancos, el 0,81 % eran afroamericanos, el 0,41 % eran asiáticos, el 0,27 % eran de otras razas y el 0,68 % eran de una mezcla de razas. Del total de la población el 3,93 % eran hispanos o latinos de cualquier raza.